# Pracinha
Pracinha este un oraș în São Paulo (SP), Brazilia.